# Lijst van betaaldvoetbalclubs in Schotland
Dit is een deel van de voetbalclubs in Schotland. Elke club heeft officieel "FC" achter zijn naam staan.

## DeSchotse Premier League (SPL)
- Aberdeen FC
- Celtic
- Rangers
- Dundee United
- Hearts
- Hibernian
- Dundee United
- Kilmarnock
- Motherwell
- Ross County
- St. Mirren
- St. Johnstone

## DeSchotse Eerste Divisie
- Iverness
- Airdrie United
- Clyde
- Dunfermline Athletic
- Falkirk
- Gretna
- Hamilton Academical
- Livingston
- Partick Thistle
- Queen of the South

## DeSchotse Tweede Divisie
- Alloa
- Ayr United
- Brechin City
- Cowdenbeath
- Forfar Athletic
- Morton
- Peterhead
- Raith Rovers
- Stirling Albian
- Stranraer

## DeSchotse Derde Divisie
- Albion Rovers
- Arbroath
- Berwick Rangers
- Dumbarton
- East Fife
- East Stirlingshire
- Elgin City
- Montrose
- Queen's Park
- Stenhousemuir